# إلس ويت
إلس ويت هي مؤرخة بلجيكية، ولدت في 30 سبتمبر 1941 في برغرهت ‏ في بلجيكا.